# Roman Jakobson
Roman Ossipovich Jakobson (în rusă Роман Осипович Якобсон, n. 29 septembrie/11 octombrie 1896, Moscova, Imperiul Rus – d. 18 iulie 1982, Cambridge, Massachusetts, SUA) a fost un gânditor rus, care a devenit unul dintre lingviștii cei mai influenți ai secolului XX, punând piatra de temelie în dezvoltarea analizei structurale a limbajului, a poeziei și a artei . 

## Viața și cariera științifică
Roman Jakobson s-a născut în Imperiul Rus într-o familie evreiască unde, la o vârstă fragedă, a devenit fascinat de limbaj. Student, el este un membru proeminent al Cercului lingvistic din Moscova și participă la viața de avangardă a Moscovei în artă și poezie sub pseudonimul Aliagrov.   
Lingvistica timpului era în esență cea a neogramaticienilor care afirmau că singurul mod științific de a studia limbajul este de a studia istoria și dezvoltarea cuvintelor în timp. Jakobson, însă, care citise lucrarea lui Ferdinand de Saussure, Cours de linguistique generale (1915), dezvoltă o abordare care se concentrează asupra modului în care structura limbajului permite comunicarea. 
În februarie 1920 pleacă la Revel (azi Tallinn) în calitate de colaborator al Agenției de Telegrafie a Rusiei. De acolo a mers direct în Cehoslovacia ca traducător pentru Crucea Roșie.  El rămâne în această țară, unde își susține doctoratul în 1930.
Este fondator, împreună cu Nikolai Trubetzkoi, Vilem Mathesius și alți câțiva, al Cercului de Lingvistică din Praga (1926). Numeroasele sale lucrări privind fonologia îl ajută să-și continue dezvoltările asupra structurii și funcției limbajului. El stabilește o diagramă cu douăsprezece linii de sonoritate și ton, o diagramă comentată atât acustic, cât și genetic, și multe caracteristici ale acesteia sunt aplicabile consoanelor și vocalelor.  Ex. : vocala A și consoana K sunt compacte; pe de altă parte, I și (O) U sunt vocale, iar P și T sunt consoane difuze. 
Jakobson, care a obținut un post la Brno în 1934 (confirmat în 1937), a părăsit Cehoslovacia după invadarea acestei țări de către trupele lui Hitler în martie 1939. Mai întâi merge în Danemarca, apoi în Norvegia, unde este admis în Academia de Științe. Dar, după atacul german asupra acestei țări, în aprilie 1940, fuge în Suedia, unde devine lector în vizită în Uppsala. În mai 1941, el părăsește, totuși, Suedia pentru Statele Unite. La New York, face parte din comunitatea, deja vastă, de intelectuali fugiți din Europa în război. Încă din august 1940, s-a alăturat unui comitet de sprijin pentru France libre a lui Charles de Gaulle. La École libre des Hautes études, un fel de "universitate francofonă a exilaților", se întâlnește și lucrează cu Claude Lévi-Strauss, care va deveni un sprijin important pentru structuralism, analizând împreună poezia Pisicile a lui Charles Baudelaire. Întâlnește și mulți lingviști și antropologi americani, printre care lingvistul Leonard Bloomfield. 
În 1949 , Jakobson se mută la Universitatea Harvard, unde predă până la sfârșitul vieții sale. La începutul anilor 1960, Jakobson și-a extins activitatea într-o viziune mai generală asupra limbajului și a început să publice asupra ensamblului științelor comunicării. El dezvoltă un model lingvistic împărțit în șase funcții, rămas cu numele de "schema lui Jakobson ". 
Propunerile lui pe cele două axe ale limbajului - au influențat în profunzime studiul afaziilor, precum cel al figurilor de retorică (în special pentru că ele conduc la polaritatea metaforă - metonimie ).

## Funcțiile limbajului după Jakobson

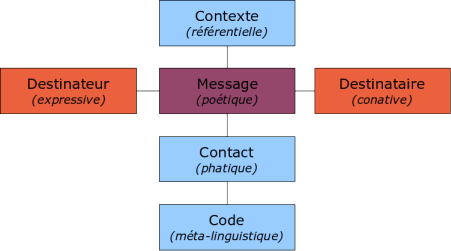
Schema lui Jakobson privind funcțiile limbajului

Într-un articol celebru, Jakobson distinge șase funcții în limbă   : 
- funcția referențială sau reprezentativă, în care enunțul dă starea lucrurilor (numită și ea semiotică sau simbolică);
- funcția expresivă, în care subiectul își exprimă propria atitudine față de lucrul despre care vorbește;
- funcția conativă, atunci când declarația urmărește să acționeze asupra interlocutorului;
- funcția fatică, în care enunțul dezvăluie legăturile sau menține contactele dintre locutor (cel care vorbește) și interlocutor;
- funcția metalingvistică sau metacomunicativă, care se referă la codul lingvistic însuși;
- funcția poetică, unde enunțul este înzestrat cu valoare ca atare, valoare care aduce o forță creativă.

Fiecare mesaj aparține mai multor astfel de funcții, dar una dintre ele domină  . 
6 elemente  : 
- Contextul - (funcție denotativă sau referențială)
- Emițătorul - (funcția expresivă, funcția conativă)
- Receptorul - (funcție expresivă, funcție conativă)
- Canalul - (funcția fatică, funcția poetică)
- Mesajul - (funcția fatică, funcția poetică)
- Codul - (funcție metalingvistică)